# Kepler-68c
Kepler-68c es un planeta de tamaño Tierra orbitando a la estrella Kepler 68 en la constelación de Cygnus. Fue descubierto por el método de tránsito planetario por el Telescopio Espacial Kepler de la NASA el 12 de febrero de 2013. Tiene una masa de 4,8+2,5
−3,6 masas de la Tierra (0,015 MJ) y un radio de 0,953+0,037
−0,042 radios de la Tierra. Tiene un período orbital de 9,605085 días y orbita a una distancia de 0,09059 UA de su estrella. La indeterminación tan grande de la masa de Kepler-68c es el resultado de la falta de detección del planeta a través de métodos de velocidad radial y de variación de sincronización del tránsito.